# 岡田正典
岡田 正典（おかだ まさのり、1953年10月19日 - ）は、日本の俳優・演出家。神奈川県出身。オフィス松田所属。

## 来歴・人物
芸能プロダクション研究生を経て1971年に舞台『播随院長兵衛』でデビュー。
日本刀道総連盟教師六段、合気道・居合道（武劇館流居合道抜刀術教師七段）、乗馬・射撃（猟銃所得免許証）を有する武道家であり、特に殺陣は業界随一の腕前。他にも調理師免許、普通自動車免許、自動大型二輪免許も持っている。
俳優業以外にも演技講師として後進指導にも携わるほか、2000年に自らが座長を務める劇団KINETIC ART TROUPE　岡田組（KAT）を旗揚げし、独自の公演活動も行っている。

## 出演

### 映画
- 戦場のメリークリスマス（1983年）
- 東雲楼・女の乱（1994年）
- 残侠 ZANKYO（1999年）
- スキヤキ・ウエスタン ジャンゴ（2007年）
- 2008年、イマドキジャパニーズよ。愛と平和と理解を信じるかい?（2008年）
- 映画 クロサギ（2008年）

他、Vシネマ多数出演

### テレビドラマ
- 大河ドラマ（NHK）
  - おんな太閤記（1981年）
  - 徳川家康（1983年）
  - 翔ぶが如く（1990年） - 松平筑前
  - 太平記（1991年） - 安藤三郎
  - 花の乱（1994年） - 馬切右衛門
  - 秀吉（1996年） - 拾阿弥
  - 毛利元就（1997年） - 堀立直正の近習
  - 元禄繚乱（1999年） - 典医・栗崎道有
  - 武蔵 MUSASHI（2003年） - 高僧
  - 功名が辻（2006年） - 三段崎勘右衛門
- 水曜時代劇（NHK）
  - 宮本武蔵（1984年 - 1985年） - 阿厳
- 金曜時代劇（NHK）
  - 腕におぼえあり 第7話（1992年） - 刺客
  - 宝引の辰捕者帳（1995年） - 長念和尚
  - 夢暦長崎奉行（1996年）
  - 寺子屋ゆめ指南（1997 - 1998年） - 鬼火の弥兵衛
  - 逃亡（2002年）
  - 秘太刀 馬の骨（2005年）
- 木曜時代劇（NHK）
  - 次郎長背負い富士（2006年） - 安濃徳
  - 陽炎の辻〜居眠り磐音 江戸双紙〜 第1シリーズ第2話（2007年）
- 土曜時代劇（NHK）
  - オトコマエ!2（2009年） - 常蔵
- 連続テレビ小説（NHK）
  - おしん 第167話（1983年）
  - 澪つくし（1985年）
- 太陽にほえろ!（日本テレビ / 東宝）
  - 第140話「故郷の父」（1975年）
  - 第153話「モナリザの想い出」（1975年）
  - 第162話「したたかな目撃者」（1975年）
- はぐれ刑事 第4話「密告」（1975年、日本テレビ / 俳優座 / 国際放映）
- 大追跡（1978年、日本テレビ / 東宝）
  - 第3話「悪女が躍る」
  - 第4話「首領を撃て」
  - 第5話「潜入刑事」
  - 第6話「ワルは眠らせろ」
  - 第14話「大逆転」
  - 第20話「日の丸愚連隊」
  - 第26話「サヨナラは銃弾で…」
- 男たちの旅路 第2部 第1話「廃車置場」（1977年、NHK）
- 俺たちは天使だ! 第13話「運が悪けりゃ死刑台」（1979年、日本テレビ / 東宝）
- 男！あばれはっちゃく　第25話「福呼ぶ子猫ちゃん㋪作戦」（1980年、国際放映）-サングラスの男
- 3年B組金八先生 第2シリーズ 第23話「卒業式前の暴力1」（1981年、TBS） - 取立て屋
- 男子の本懐（1981年、NHK）
- 傘次郎・新子捕物日記　夫婦河童（1981年、フジテレビ）
- プロハンター（1981年、日本テレビ / セントラル・アーツ）
  - 第9話「怪盗vs探偵」
  - 第17話「南に消えた男」
  - 第23話「旅芸人の唄」
- 気分は名探偵 第25話「圭介VS新米女性記者」（1984年 - 1985年、日本テレビ / ユニオン映画）
- ザ・サスペンス（TBS）
  - 川崎探偵団（1983年）
- 若き血に燃ゆる〜福沢諭吉と明治の群像（1984年、テレビ東京）
- あいつと俺 第11話「五千万円椋奪作戦 -横浜-」（1984年、テレビ東京 / 勝プロ） ※1980年製作
- 金田一耕助の傑作推理（TBS）
  - (4)霧の山荘 映画スター殺人事件 20年前の怨念いま晴らします（1985年）
  - (16)病院坂の首縊りの家 呪われた風鈴の音が呼ぶ生首坂（1992年） - 五十嵐猛蔵
  - (23)黒い羽根の呪い カラスが鳴くと人が死ぬ!鮮血散る奇怪な連続殺人! 山村の湯けむりに人間が消えた…（1996年）
- 火曜サスペンス劇場（日本テレビ）
  - 華麗なる追跡 THE CHASER（1989年）
  - まりえの客（1994年）
- 教師びんびん物語II 第13話（1989年、フジテレビ）
- 日本一のカッ飛び男 第5話（1990年、フジテレビ）
- 土曜ワイド劇場（テレビ朝日）
  - 新妻殺し 東尋坊〜金沢〜芦原温泉、北陸ツアーに怨みの手裏剣が散った…（1991年）
- なんだらまんだら（1991年、フジテレビ）
- 新・三匹が斬る! 第15話「妖怪のカッパ退治は美女と道づれ」（1992年）
- 特救指令ソルブレイン 第50話「希望を生んだ魔犬」（1992年、テレビ朝日 / 東映） - MrXの手下A
- 半七捕物帳 第11話「闇の顔役」（1992年、日本テレビ / ユニオン映画） - 安西松風
- 江戸の用心棒 第1シリーズ 第5話「まやかしの花嫁衣装」（1994年、日本テレビ / ユニオン映画） - 玄徳
- 忍者戦隊カクレンジャー 第41話「はぐれゴースト」（1994年、テレビ朝日 / 東映） - 大食いのゴースト
- 命捧げ候〜夢追い坂の決闘〜（1996年、NHK）
- 冬の蛍（1997年、NHK）
- 水戸黄門 （TBS / C.A.L）
  - 第26部 第15話「白磁に咲いた恋の花-伊万里-」（1998年） - 朽木十郎太
  - 第34部 第16話「お転婆ふたり恋の港町-酒田-」（2005年） - 権次
  - 第35部 第1話「風雲急を告げる高松城-江戸-」（2005年） - 榊雷光

水戸黄門第39部 蛇蔵
- 特命係長 只野仁 第2シリーズ第9話（2005年、テレビ朝日） - 組幹部・矢沢
- 電車男 第7話（2005年、フジテレビ）
- こちら本池上署（2005年） - 片岡良郎
- イヌゴエ 第9話（2006年、KBS / BIO-TIDE） - 署長
- 特命!刑事どん亀 第2話「大使館潜入大作戦」（2006年、TBS）
- 警視庁捜査ファイル さくら署の女たち（2007年、テレビ朝日）
- 1ポンドの福音 第6話（2008年、日本テレビ） - タイガーのトレーナー
- ラストメール 第5話「極道の家」（2008年、BS朝日） - 堂本龍太郎
- サラリーマン金太郎（2008年・2010年、テレビ朝日）
- 主水之助七番勝負〜徳川風雲録外伝〜 第4話（2008年、テレビ東京 / 東映）
- ぼくの妹 第5話（2009年、TBS）
- 炎神戦隊ゴーオンジャー 第34話「悪魔ナオンナ」（2008年、テレビ朝日 / 東映）
- 銭ゲバ 第8話「悪は静かに死んでやるズラ」（2009年、日本テレビ）
- 仮面ライダーW （2009年、テレビ朝日 / 東映） - 新藤料理長
  - 第9話「Sな戦慄 / メイド探偵は見た!」
  - 第10話「Sな戦慄 / 名探偵の娘」
- FACE MAKER（2010年、読売テレビ） - 組長・仙波
- 悪党〜重犯罪捜査班 第3話（2011年、朝日放送） - 立石文彦
- 四つ葉神社ウラ稼業 失恋保険〜告らせ屋〜 第9話（2011年6月2日、読売テレビ） - 島崎組組長
- 特命戦隊ゴーバスターズ 第41話「怪盗ピンクバスター!」（2012年、テレビ朝日 / 東映）- 美術品収集家
- ST 赤と白の捜査ファイル 第3話（2014年7月30日、日本テレビ） - 荒木健介
- マジすか学園5（2015年、日本テレビ *3話以降Hulu） - 川守義雄 役

### その他の番組
- 8時だョ!全員集合
- 加トちゃんケンちゃんごきげんテレビ
- ドリフ大爆笑
- 痛快なりゆき番組 風雲!たけし城
- 志村けんのだいじょうぶだぁ